# Ludgera Selting
Ludgera Selting (* 3. März 1964 in Velen-Ramsdorf, Kreis Borken) ist eine deutsche Richterin. In den Jahren 2017 bis 2023 war sie Vizepräsidentin des Landgerichts Berlin. Seit 2019 ist sie Präsidentin des Verfassungsgerichtshofs des Landes Berlin und seit 2023 ist sie Präsidentin des Amtsgerichts Wedding.

## Beruflicher Werdegang
Selting stammt aus dem Münsterland. Nach dem Studium der Rechtswissenschaft und dem Referendariat kam sie 1993 nach Berlin, wo sie zum 8. Februar in den Justizdienstes des Landes Berlin als Assessorin eingestellt wurde. 1996 wurde sie zur Richterin am Amtsgericht Charlottenburg ernannt. In den Jahren 2004 und 2005 war sie Dezernentin beim Präsidenten des Amtsgerichts Tiergarten sowie gleichzeitig Richterin an diesem Amtsgericht. Anschließend wechselte sie an das Kammergericht. Dort war sie von 2005 bis 2009 Dezernentin bei der Präsidentin des Kammergerichts von Berlin sowie ab 2006 zugleich Richterin.
Selting wechselte 2009 als Referentin in die Berliner Senatsverwaltung für Justiz, bevor sie 2011 Vizepräsidentin des Amtsgerichts Mitte wurde. 2017 stieg sie zur Vizepräsidentin des Berliner Landgerichts auf. Sie wurde 2019 von der SPD-Fraktion als Präsidentin für den Verfassungsgerichtshof des Landes Berlin vorgeschlagen. Am 31. Oktober 2019 erfolgte ihre Wahl durch das Abgeordnetenhaus von Berlin. Die nötige Zweidrittelmehrheit wurde mit den 134 Ja-Stimmen, die sie erhielt, deutlich überschritten. 12 Abgeordnete stimmten gegen sie, 6 enthielten sich der Stimme. Die Amtszeit der Präsidentin endet 2026.
Am 6. Januar 2020 wurde eine Task-Force zur Geldwäsche bei der Notaraufsicht am Berliner Landgericht ins Leben gerufen. Ludgera Selting kommentierte, dies sei ein wichtiger Schritt im Kampf gegen die Geldwäsche im Immobiliensektor.

## Veröffentlichungen (Auswahl)
- Ludgera Selting, Malte Graßhof: Signale der Landesverfassungsgerichtsbarkeit. In: Zeitschrift für Rechtspolitik, 22. Januar 2021, S. 29